# Charles Rabou
Charles Félix Henri Rabou (né à Paris le 6 septembre 1803 - mort à Paris le 1er février 1871) est un écrivain et un journaliste français

## Biographie
Fils d'un sous-intendant militaire, il étudie au collège Henri IV, avant de suivre des cours de droit à la Faculté de Dijon. De retour à Paris, son diplôme d'avocat en poche, il se détourne du barreau pour la littérature. D'abord journaliste, dans La Quotidienne, Le Messager des Chambres, Le Nouvelliste, Le Journal de Paris, La Charte de 1830, il tient des chroniques politiques et  littéraires, puis lance en 1832 La Cour d'Assise, qui paraîtra jusqu'en 1834.

## Publication de Balzac
Directeur de la prestigieuse Revue de Paris dont il est un des fondateurs, il se lie d'amitié avec Honoré de Balzac, qu'il publie dans les pages de son journal. Leur confiance mutuelle est telle que Balzac lui confiera la tâche de terminer après sa mort quelques romans inachevés : Le Député d'Arcis (1854), Le Comte de Sallenauve (1855), La Famille Beauvisage (1855), Les Petits Bourgeois (1856) ; tâche dont Rabou s'acquitta honnêtement, mais que la critique accueillit avec froideur.  
On l'a injustement accusé d'être le nègre de Balzac. Charles Rabou continua pourtant à produire des ouvrages de littérature fantastique qui gagnent à être redécouverts.

## Œuvres[3]

### Collectifs
- Contes bruns (avec Honoré de Balzac et Philarète Chasles) (1832) :
  - Sara la danseuse
  - Tobias Guarnerius
  - Les Regrets
  - Le Ministère public

### Romans
- Le Mannequin (1831)
- Les Tribulations et métamorphoses posthumes de maître Fabricius, peintre liégeois (1839, réédité en 1860)
- Louison d'Arquien (1840)
- Le Capitaine Lambert (1842)
- La Reine d'un jour (1845)
- Madame de Chaumergis (1846), Résumé en ligne
- L'Allée des veuves (1845)
- Le Cabinet noir. Les Frères de la mort (1849)
- La Fille sanglante (1857)
- Le Marquis de Vulpiano (1858)
- Les Grands danseurs du Roi (1860)

### Continuation de Balzac
- Scènes de la vie politique. Le Député d'Arcis (1854)
- Le Comte de Sallenauve (1854)
- La Famille Beauvisage (1855)
- Les Petits Bourgeois, scènes de la vie parisienne (1855)

### Essai historique
- La Grande Armée (1860)